# Medalles del Cercle d'Escriptors Cinematogràfics de 1956
La cerimònia de lliurament de les medalles del Cercle d'Escriptors Cinematogràfics de 1956 va tenir lloc el dissabte 23 de març de 1957. Va ser el dotzè lliurament de aquestes medalles atorgades per primera vegada onze anys abans pel Cercle d'Escriptors Cinematogràfics (CEC). Els premis tenien per finalitat distingir als professionals del cinema espanyol i estranger pel seu treball durant l'any 1956. La cerimònia es va celebrar a l'Hotel Emperador. L'acte va ser presidit per José María Muñoz Fontán, director general de cinematografia i teatre i van intervenir els actors Antonio Casal i Ángel de Andrés. La cantant i actriu mexicana Rosita Quintana, llavors de visita per Madrid, va lliurar diversos regals a alguns dels premiats.
Igual que en l'edició anterior, es van lliurar vint-i-dos premis, si bé va haver-hi alguns canvis: la Medalla a la millor fotografia es va desglossar en dues, una per a la fotografia en blanc i negre i una altra per a la realitzada en color; va desaparèixer la Medalla a la labor en pro del cinema espanyol; es van institucionalitzar les medalles a millor actor i actriu estrangers en pel·lícula espanyola, que havien estat "premis especials" en l'edició precedent; es va fer el mateix amb la Medalla al millor curtmetratge, que s'havia limitat a ser "esments" en 1955; i es van crear sengles medalles a millor actor i actriu estrangers.
La triomfadora de la nit va ser Tarde de toros, pel·lícula que va obtenir quatre dels premis: millor pel·lícula, director, guió i fotografia en color. Cal destacar també les tres medalles guanyades per Calabuch.

## Llista de medalles
| Categoria                                        | Premi                                   | Labor premiada               |
| ------------------------------------------------ | --------------------------------------- | ---------------------------- |
| Millor pel·lícula                                | Tarde de toros                          | pel·lícula                   |
| Millor director                                  | Ladislao Vajda                          | Tarde de toros               |
| Millor actriu principal                          | Emma Penella                            | Fedra                        |
| Millor actor principal                           | Antonio Vilar                           | Embajadores en el infierno   |
| Millor actriu secundària                         | Rosario García Ortega                   | La espera                    |
| Millor actor secundari                           | Juan Calvo                              | Calabuch                     |
| Millor fotografia en blanc i negre               | Cecilio Paniagua                        | Un traje blanco              |
| Millor fotografia en color                       | Enrique Guerner                         | Tarde de toros               |
| Millor música                                    | Jesús Guridi                            | La gran mentira              |
| Millors decorats                                 | Antonio Simont                          | Mi tío Jacinto               |
| Millor argument original                         | Leonardo Martín                         | Calabuch                     |
| Millor guió                                      | Julio Coll Manuel Tamayo José Santugini | Tarde de toros               |
| Millor labor literària                           | Pascual Cebollada García                |                              |
| Millor pel·lícula estrangera                     | El renegado                             | pel·lícula                   |
| Premio Jimeno                                    | Luz Márquez (Actriu)                    | Manolo, guardia urbano       |
| Millor labor periodística                        | Antonio Cuevas                          |                              |
| Millor llibre                                    | Bibliografía cinematográfica española   | De Mario Rodríguez de Aragón |
| Millor actriu estrangera en pel·lícula espanyola | Betsy Blair                             | Calle Mayor                  |
| Millor actor estranger en pel·lícula espanyola   | Edmund Gwenn                            | Calabuch                     |
| Millor curtmetratge                              | Ruta de almenas                         | De Manuel Domínguez          |
| Millor actriu estrangera                         | Vivien Leigh                            | A Streetcar Named Desire     |
| Millor actor estranger                           | Pierre Fresnay                          | El renegado                  |